# Regelmatige polytoop
In de wiskunde is een regelmatige polytoop een lichaam in drie dimensies of een polytoop in meer dimensies, waarvan alle zijden regelmatige veelhoeken of in meer dimensies ook regelmatige polytopen zijn. De twee- en de driedimensionale regelmatige polytopen zijn de regelmatige veelhoeken en regelmatige veelvlakken. De verschillende polytopen, in verschillende dimensies, worden door hun schläfli-symbool gekenmerkt. Het aantal cijfers in het schläfli-symbool van een regelmatige polytoop is één minder dan de dimensie van de polytoop. De dimensie van de  zijden van een regelmatige polytoop is altijd een minder dan de dimensie van de polytoop zelf.